# سیارک نوع بی

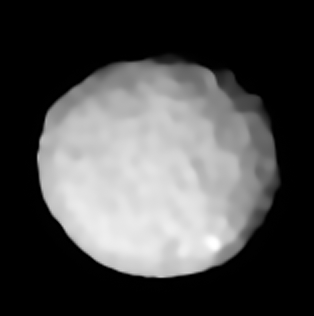
پالاس، بزرگترین سیارک نوع بی

سیارک نوع بی (انگلیسی: B-type asteroid) نوع نسبتاً غیرمعمولی از سیارک‌های کربن‌دار هستند که در گروه وسیع‌تر C قرار می‌گیرند. "B" نشان می‌دهد که این اشیاء دارای طیفی آبی هستند. در جمعیت سیارک‌ها، اجرام کلاس B را می‌توان در کمربند بیرونی سیارک‌ها یافت، و همچنین بر خانواده پالاس با تمایل بالا که شامل سومین سیارک بزرگ ۲ پالاس است، تسلط دارند. تصور می‌شود که آنها بقایای بدوی و غنی از فرار از منظومه شمسی اولیه باشند. تا مارس ۲۰۱۵ تعداد ۶۵ سیارک نوع B شناخته شده در طبقه‌بندی SMASS, و ۹ نمونه در طبقه‌بندی تولن وجود داشته‌است.